# Lavandula galgalloensis
Lavandula galgalloensis là một loài thực vật có hoa trong họ Hoa môi. Loài này được A.G.Mill. mô tả khoa học đầu tiên năm 1985.